# Sumiton
Sumiton è un comune degli Stati Uniti d'America situato nelle contee di Walker, Jefferson dello Stato dell'Alabama.